# 静岡県道77号川根寸又峡線

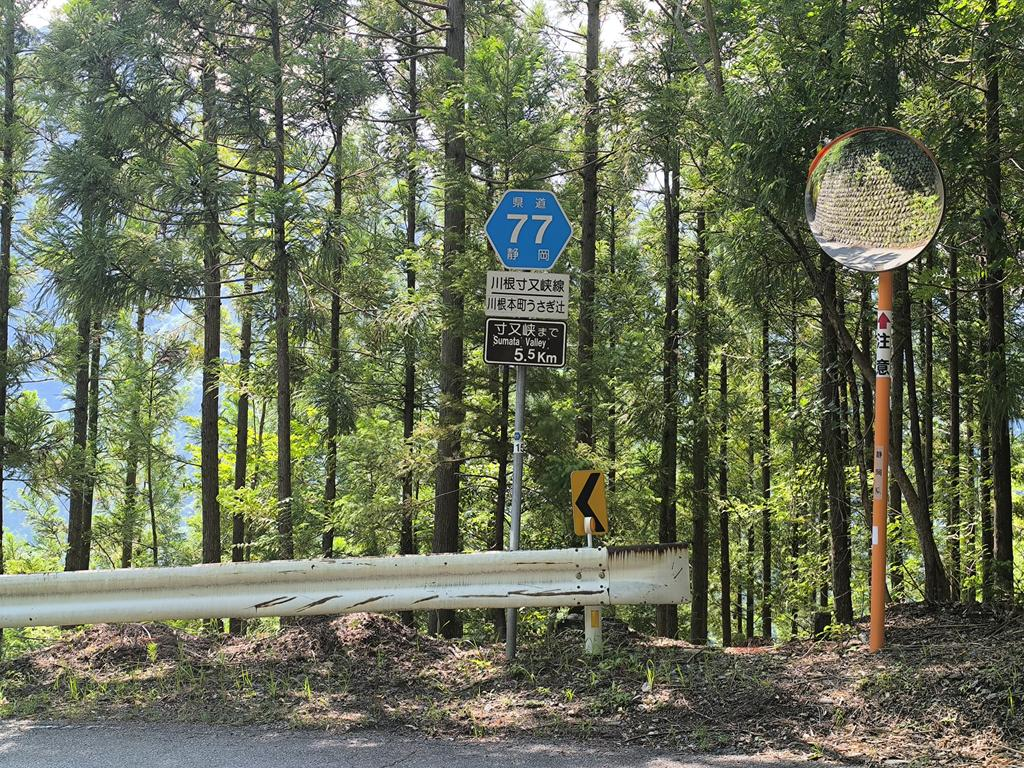
静岡県道77号川根寸又峡線（川根本町うさぎ辻）

静岡県道77号川根寸又峡線（しずおかけんどう77ごう かわねすまたきょうせん）は、静岡県島田市から榛原郡川根本町を結ぶ県道（主要地方道）である。

## 概要
主に大井川の左岸を通っている。
起点から川根本町奥泉（静岡県道388号接岨峡線との交点）までは道路とほぼ並走する形で大井川鉄道が走っている。それより先は山越えのルートとなり、寸又川沿いを経て終点に至る。
島田市川根町葛篭（鵜山大橋北側、国道473号交点）から川根本町地名までの区間も県道77号に指定されている。
起点 - 下泉 間は、大井川の対岸を並走する国道473号よりも整備されている。国道362号との重複区間から接岨峡線の交点までの区間も2車線がほぼ確保されている。
下泉から田代トンネル南側までは国道362号にメインルートを譲っているため、狭隘な区間が多い。

### 路線データ
- 陸上距離：40.5 km
- 起点：島田市川根町笹間渡（静岡県道63号藤枝天竜線交点、地名トンネル南側出口）
- 終点：榛原郡川根本町（寸又峡温泉）

## 歴史
- 1993年（平成5年）5月11日 - 建設省から、県道本川根川根線・県道千頭停車場寸又峡線が川根寸又峡線として主要地方道に指定される[2]。
- 1994年（平成6年）4月1日、認定[1]。

## 路線状況

### 重複区間
- 静岡県道263号春野下泉停車場線（榛原郡川根本町下泉）
- 国道362号（榛原郡川根本町東藤川柳瀬 - 榛原郡川根本町東藤川小長井：1.6 km）

### 道路施設

#### 道の駅
- 奥大井音戯の郷（榛原郡川根本町）

## 地理

### 通過する自治体
- 島田市
- 榛原郡川根本町

### 交差する道路
- 静岡県道63号藤枝天竜線（島田市川根町笹間渡、起点）
- 静岡県道77号川根寸又峡線 支線（榛原郡川根本町地名）
- 静岡県道263号春野下泉停車場線（榛原郡川根本町下泉）
- 国道362号（榛原郡川根本町東藤川）
- 国道362号（榛原郡川根本町東藤川）
- 静岡県道388号接岨峡線（榛原郡川根本町奥泉）

支線
- 国道473号（島田市川根町葛籠）
- 静岡県道77号川根寸又峡線（榛原郡川根本町地名）